# 鄧漢儀
鄧漢儀（1617年—1689年），字孝威，號舊山，別號舊山農、缽叟。江南蘇州府吴县洞庭琦里人。
鄧旭之弟。清順治元年（1644年），遷居泰州，不仕清，與吳梅村、龔鼎孳友好，早负诗名，有《题息夫人庙》詩： “千古艰难惟一死，伤心岂独息夫人。”纂有《江南通志》。康熙十八年（1679年），召試博學鴻儒，不第，以年老授中書舍人。著有《淮陰集》、《官梅集》、《過嶺集》、《甬東集》、《濠梁集》、《燕薹集》、《被徵集》、《慎墨堂筆記》一卷，《詩觀》四集，《簫樓集》等。